# Don't Stop the Music
Don't Stop the Music је песма коју је снимила певачица са Барбадоса Ријана за свој трећи албум Good Girl Gone Bad. Објављена је широм света 7. септембра 2007. године као четврти сингл албума. 

## Настанак и продукција
Песму су написали Тавана Дабни и њени продуценти. Мајкл Џексон је такође добио заслуге за писање песме јер је дао дозволу Ријани да искористи стих пре него што се консултовао са Дибангом. Дибангови адвокати су изнели случај пред суд у Паризу и тражили 500.000 евра одштете, при чему је судија пресудио да је његова тврдња неприхватљива. Дибанго је повукао тужбу, чиме се одрекао свог права да тражи даљу одштету. Тим Стерџес и Филип Рамос су обезбедили додатну продукцију за песму. Снимљена је у Батери студију у Њујорку и Вестлејк студију у Лос Анђелесу од стране Микел Ериксона и Ала Хамбергера. 

## Достигнућа
Песма је добила низ признања, укључујући номинацију за Греми, за најбољи плесни снимак. Достигла је прво место у девет земаља међу којима су Аустралија, Француска, Немачка и Швајцарска. У Великој Британији је достигла четврто место и била проглашена платинум вредности. Ријана је песму извела на 50. додели Греми награда и на додели НРЈ награда 2008. године. Америчко друштво композитора, аутора и извођача ју је препознало као једну у од најизвођенијих песама у 2009. години. Према Њујорк Тајмсу Ријана се у овој песми нашла у техно ритму. Године 2012. Билборд је песму сврстао на 13. место на листи Ријаниних 20 највећих Билборд хитова свих времена. 

## Музички видео
Ентони Мандлер је режирао спот који је снимљен у клубу у Прагу. На Јутјуб је постављен 21. новембра 2009. године. На споту се Ријана и њени пријатељи ушуњају у задњи део продавнице слаткиша у којој се налази тајни клуб. При уласку среће дечака којем говори да никоме не каже где иду. Нарација снимка је испреплетена са Ријаном која пева песму уза зид и плеше у клубу. Проверава шминку у тоалету док пева, а затим се враћа на подијум за рефрен. 

## Композиција
Don't Stop the Music је поп песма од 4 минута и 27 секунди. Написана је у фис молу, са умереним темпом од 123 откуцаја у минуту. Синкопована песма узрокује различите слојевите ритмове као што су хип-хоп ритмови и преовладавајући тешки ударци бас бубња. Ту је и семпловани мотив који је додат аранжману као пулсирајући мотив који је постао главни вокал у позадини.